# Dicranomyia (Neoglochina) esau
Dicranomyia (Neoglochina) esau is een tweevleugelige uit de familie steltmuggen (Limoniidae). De soort komt voor in het Neotropisch gebied.